# Hiệu ứng kích động
Bộ kích động (còn được gọi là Bộ kích động hài hay Bộ kích động âm thanh) là một kỹ thuật xử lý tín hiệu âm thanh được sử dụng để tăng cường tín hiệu bằng cách cân bằng động, thao tác pha, tổng hợp sóng hài (thường) và thông qua việc thêm vào làm méo sóng hài. Cân bằng động liên quan đến sự biến đổi của các đặc tính của bộ cân bằng trong miền thời gian như là một hàm của đầu vào. Do tính chất khác nhau, tiếng ồn giảm so với bộ cân bằng tĩnh. Tổng hợp sóng hài liên quan đến việc tạo ra sóng hài bậc cao từ các tín hiệu tần số cơ bản có trong bản ghi. Vì tiếng ồn thường phổ biến hơn ở tần số cao hơn, các sóng hài được lấy từ dải tần số tinh khiết hơn dẫn đến mức cao rõ ràng hơn. Bộ kích động cũng được sử dụng để tổng hợp sóng hài của tín hiệu tần số thấp để mô phỏng âm trầm sâu trong loa nhỏ hơn.
Ban đầu được chế tạo trong các thiết bị dựa trên van (ống), giờ đây chúng được triển khai như một phần của bộ xử lý tín hiệu số, thường cố gắng mô phỏng các Bộ kích động tương tự. Bộ kích động chủ yếu được tìm thấy dưới dạng plugin cho phần mềm chỉnh sửa âm thanh và trong bộ xử lý tăng cường âm thanh.

## Bộ kích động Aphex Aiter
Bộ kích động Aphex Aural  là một trong những hiệu ứng kích động đầu tiên. Hiệu ứng được phát triển vào giữa những năm 1970 bởi Aphex Electronics. Aiter Exciter bổ sung pha sóng và các sóng hài tổng hợp liên quan đến âm nhạc cho tín hiệu âm thanh. Các đơn vị Bộ kích động Aiter đầu tiên đã có sẵn vào giữa những năm 1970, độc quyền trên cơ sở cho thuê $ 30 mỗi phút của thời gian ghi âm hoàn chỉnh. Vào những năm 1970, một số nghệ sĩ thu âm, bao gồm Jackson Browne, The Four Seasons, Linda Ronstadt và James Taylor đã tuyên bố trong phần ghi chú của họ "Album này được ghi lại bằng Bộ kích động Aphex Aural."
Aphex bắt đầu bán các sản phẩm chuyên nghiệp và giới thiệu hai mẫu giá rẻ: Loại B và Loại C. Mạch kích động Aiter hiện được cấp phép bởi một danh sách ngày càng tăng của các nhà sản xuất, bao gồm Yamaha, MacKenzie, Gentner, E-mu Systems và Bogen. Bộ kích động Aphex Aural ban đầu, được cung cấp lần đầu tiên vào năm 1975, không có mạch Big bottom, được bổ sung vào năm 1992. Các phiên bản sau của Bộ kích động Aphex Aural bao gồm các đơn vị Model 104 Type C và Type C2. Aphex phát hành năm 2001  Bộ kích động Model Aetic và đáy lớn quang học Model 204, nhưng một sự tinh chỉnh khác của đơn vị ban đầu. Theo Aphex, Model 204 cập nhật các khối xử lý Aural Exciter và Big bottom với mạch cải tiến, bao gồm cả phần tử điều khiển khuếch đại quang học cho máy nén Big bottom.

## Các nhãn hiệu khác
Các đơn vị chức năng tương tự từ các nhà sản xuất cạnh tranh thường được gọi là "bộ xử lý tâm lý âm thanh", "chất kích thích tâm lý âm thanh ", "chất kích thích điều hòa" hoặc "chất tăng cường". Trong những năm 1990 và 2000, các sản phẩm có thể so sánh rộng rãi đã có sẵn từ BBE, Joemeek, SPL và Behringer. Hầu hết là các bộ xử lý tín hiệu tương tự, mặc dù một vài đơn vị kỹ thuật số bắt đầu xuất hiện vào những năm 2000. BBE Sonic Maximiser sử dụng một quá trình chuyển pha phụ thuộc tần số tương tự, cũng như các thương hiệu khác ở một mức độ khác nhau.

## Công dụng
- Tăng cường các bản ghi âm đơn giản, đặc biệt là các bản ghi băng từ cuộn sang cuộn tương tự đã mất "độ lấp lánh" do quá nhiều lần lặp lại.
- Khôi phục các bản ghi cũ bằng cách mô phỏng nội dung quang phổ bị mất.
- Là một cải tiến âm thanh cho người dùng phương tiện truyền thông bằng phần cứng và phần mềm.
- Bộ kích động đôi khi được bán ở định dạng bàn đạp "stompbox", trong các đơn vị được thiết kế để sử dụng với guitar điện, bass điện hoặc bàn phím điện tử.